# Арзгун
Арзгу́н — улус в Курумканском районе Бурятии. Административный центр сельского поселения «Арзгун».

## География
Расположен на правом берегу реки Гарги (левый приток Баргузина), в 47 км (по автодороге через сёла Сахули и Могойто, 28 км по прямой) северо-восточнее районного центра — села Курумкан.

## Население
| 2002 | 2010 |
| ---- | ---- |
| 869  | ↘796 |

## Инфраструктура
Средняя общеобразовательная школа, детский сад, Дом культуры, фельдшерско-акушерский пункт